# Escoles Pies de San Antón
Les Escoles Pies de San Antón van ser un institut religiós, regentat pels Clergues Regulars de les Escoles Pies, situat a Madrid, en l'illa entre els carrers Hortaleza, Santa Brígida i Farmacia, sobre una superfície de 5.878,06 m². El complex comptava amb un convent dels pares escolapis i una església, dedicada a Sant Antoni Abad, actual parròquia del mateix nom.
En l'actualitat (2012), després de la seva rehabilitació, és la seu del Col·legi Oficial d'Arquitectes de Madrid (COAM).

## Història
Després de l'èxit docent que van suposar les Escola Pia de San Fernando, l'ordre dels pares escolapis va decidir en 1753 obrir un segon col·legi a Madrid. Gràcies a una donació de Fermín de Vicuña, sis religiosos del col·legi de l'Escola Pia de San Fernando van comprar unes cases al carrer de San Mateo on van inaugurar l'antic Col·legi Calasancio el 12 de juny de 1755. Posteriorment es van traslladar al carrer d'Hortaleza i després al carrer de Fuencarral.

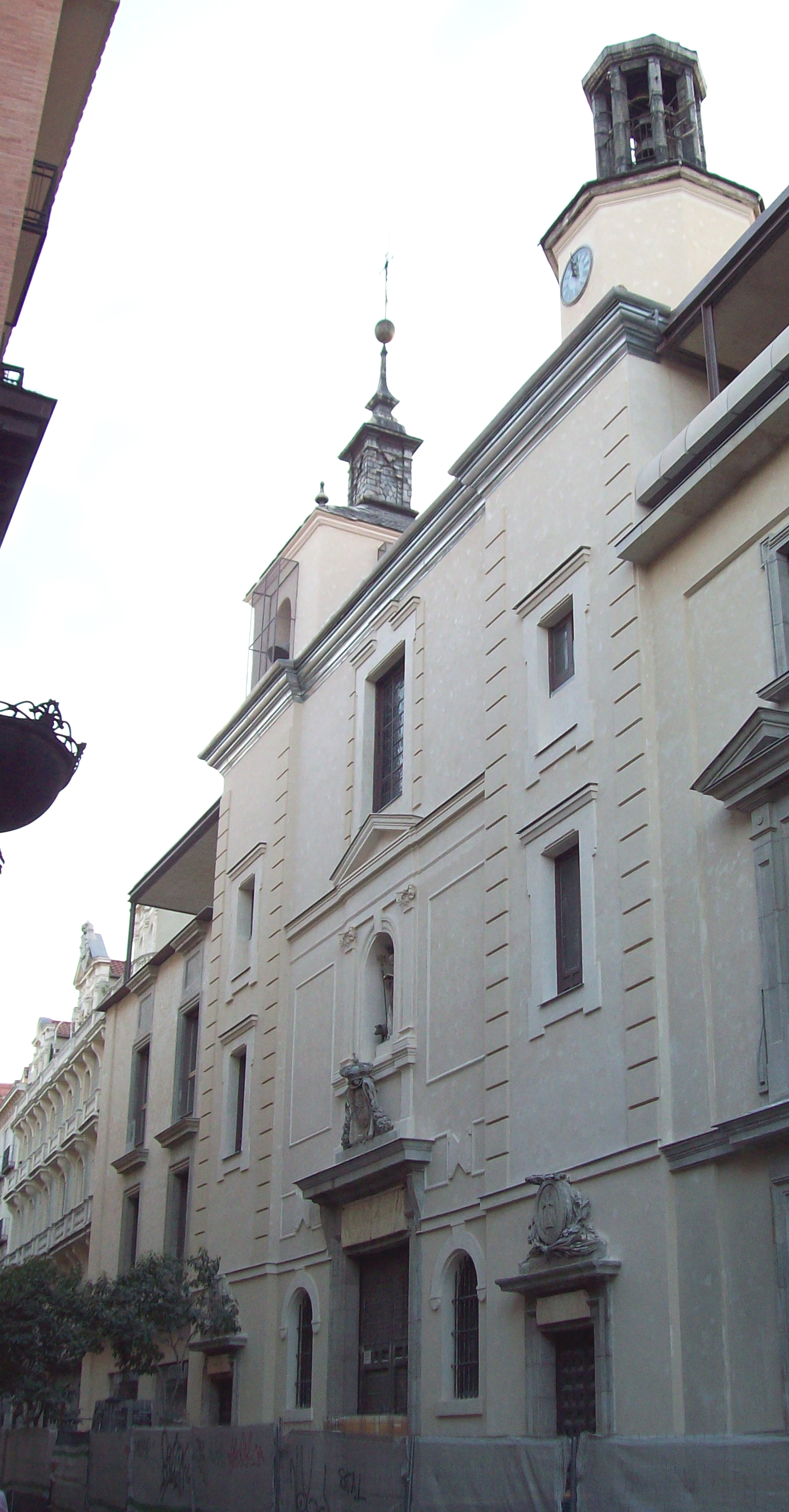
Façana de l'església en restauració (octubre de 2011)

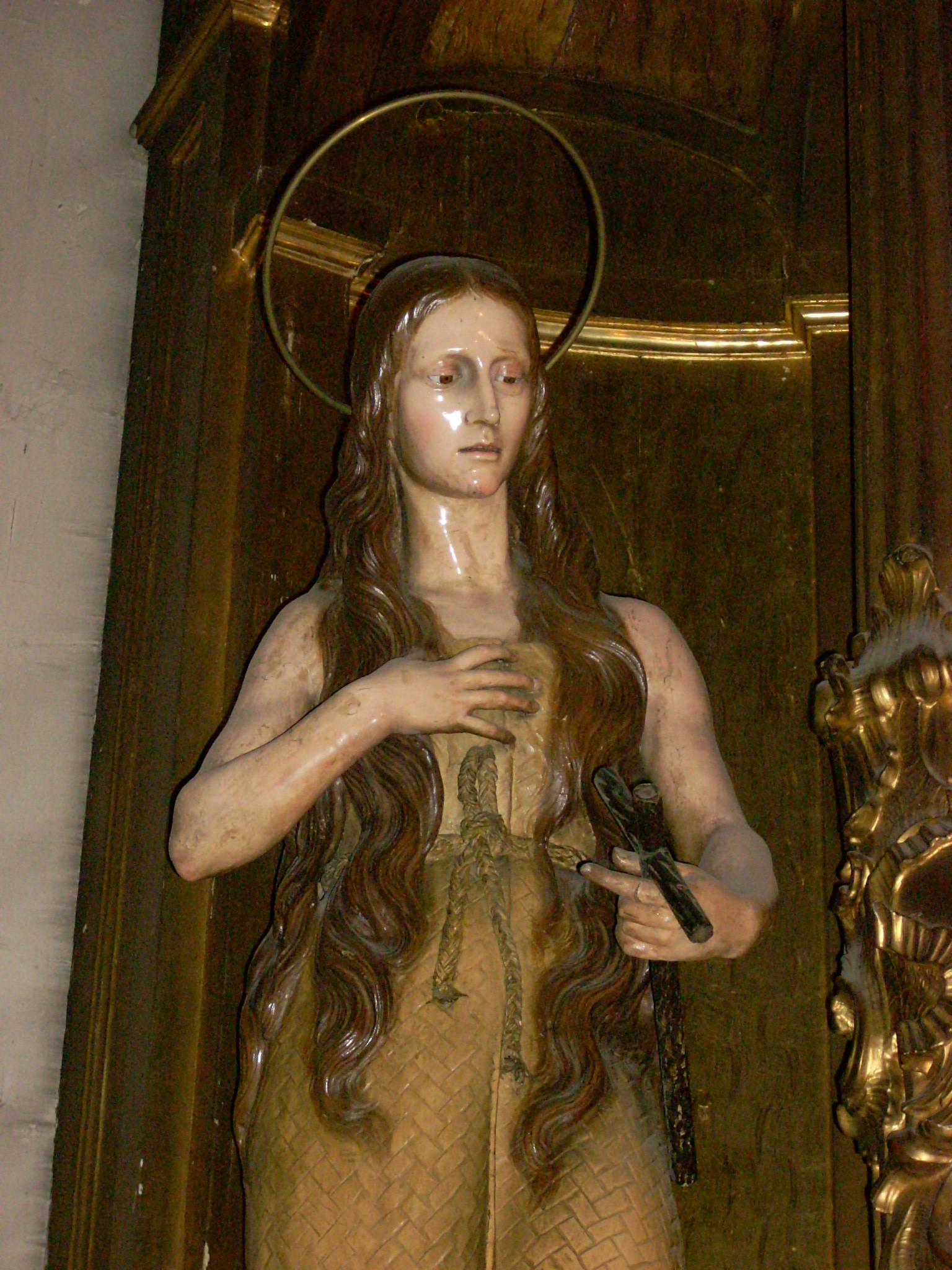
La Magdalena Penitent, escultura d'escola castellana del, a l'església de San Antón.

El 2 de maig de 1793 es va verificar la cessió als pares escolapis d'un antic hospital de leprosos que es trobava buit des d'agost de 1787 i que havia estat regentat pels clergues regulars de San Antonio Abad (ordre suprimida pel papa Pius VI), que es trobava en les proximitats del Col·legi Calasancio. El 5 de juliol de 1794 van prendre possessió de l'antic hospital sent rector el pare Hipólito Lerén, i el col·legi va passar a cridar-se Col·legi de l'Escola Pia de San Antón, popularment conegut com a Col·legi dels Escolapis de San Antón. En 1811 ingressa el que potser fos el seu més notable alumne, Victor Hugo, qui després del trasllat de la seva mare a Madrid, ingressa com a intern juntament amb el seu germà Eugène fins a 1813, en la residència religiosa dels Escolapis que els ocupants francesos havien convertit en un «seminari de nobles».
El més significatiu de l'hospital era la seva església, realitzada per Pedro de Ribera en 1740. No obstant això, l'antic hospital va ser objecte d'una profunda reforma duta a terme per l'arquitecte Francisco de Rivas entre 1794 i 1832 per adaptar-lo a la seva nova funció, la qual cosa es va fer a costa de despullar de la típica decoració barroca de Pedro de Ribera a l'església. Rivas va construir també l'edifici del col·legi i del convent.
En un dels altars de l'església es trobava el quadre L'última comunió de Sant Josep de Calassanç pintat per Francisco de Goya en 1819 (actualment es troba en el Museu Calasancio de Madrid). Una còpia d'aquest quadre reemplaça a l'original en la part dreta del creuer de l'església. De la decoració interior d'aquesta, poc ha arribat als nostres dies després d'incendis, saquejos i reformes; no obstant això, encara existeix una petita però interessant col·lecció d'escultura barroca; així, un Sant Pau Ermità del segle xviii, un Sant Antoni de Pàdua de la mateixa època, i una excel·lent Magdalena Penitent, segle xvii, del tipus creat per Pedro de Mena, de gran expressivitat encara que el seu estat de conservació sigui deficient, com la de la resta de l'església.
En l'exterior de l'edifici, cal destacar una font dissenyada per Ventura Rodríguez, coneguda com a Font dels Dofins, realitzada entre 1770 i 1772 i reformada en 1900, en el xamfrà entre els carrers Hortaleza i Santa Brígida.
Durant la Guerra Civil el col·legi va ser convertit en presó, la presó de San Antón o Presó Provincial d'Homes número 2. La gran porta de l'edifici, que donava al carrer Hortaleza, va ser tancada i s'accedia a la presó a través d'una porta situada al carrer Farmacia. Des d'aquesta presó van sortir, durant novembre i desembre de 1936, diverses saques de presos, entre ells els assassinats a Paracuellos del Jarama, uns episodis coneguts col·lectivament com a matances de Paracuellos. Després de la guerra, l'edifici va efectuar la mateixa funció, albergant, en condicions infrahumanes, a les víctimes de la repressió franquista. Posteriorment, l'edifici va ser retornat als escolapis, qui van recuperar la seva destinació com a col·legi fins a 1989. Va ser abandonat en 1995 i adquirit per l'Ajuntament de Madrid en 1999. El conjunt d'església i col·legi va ser declarat Bé d'Interès Cultural (BIC) en 1995.

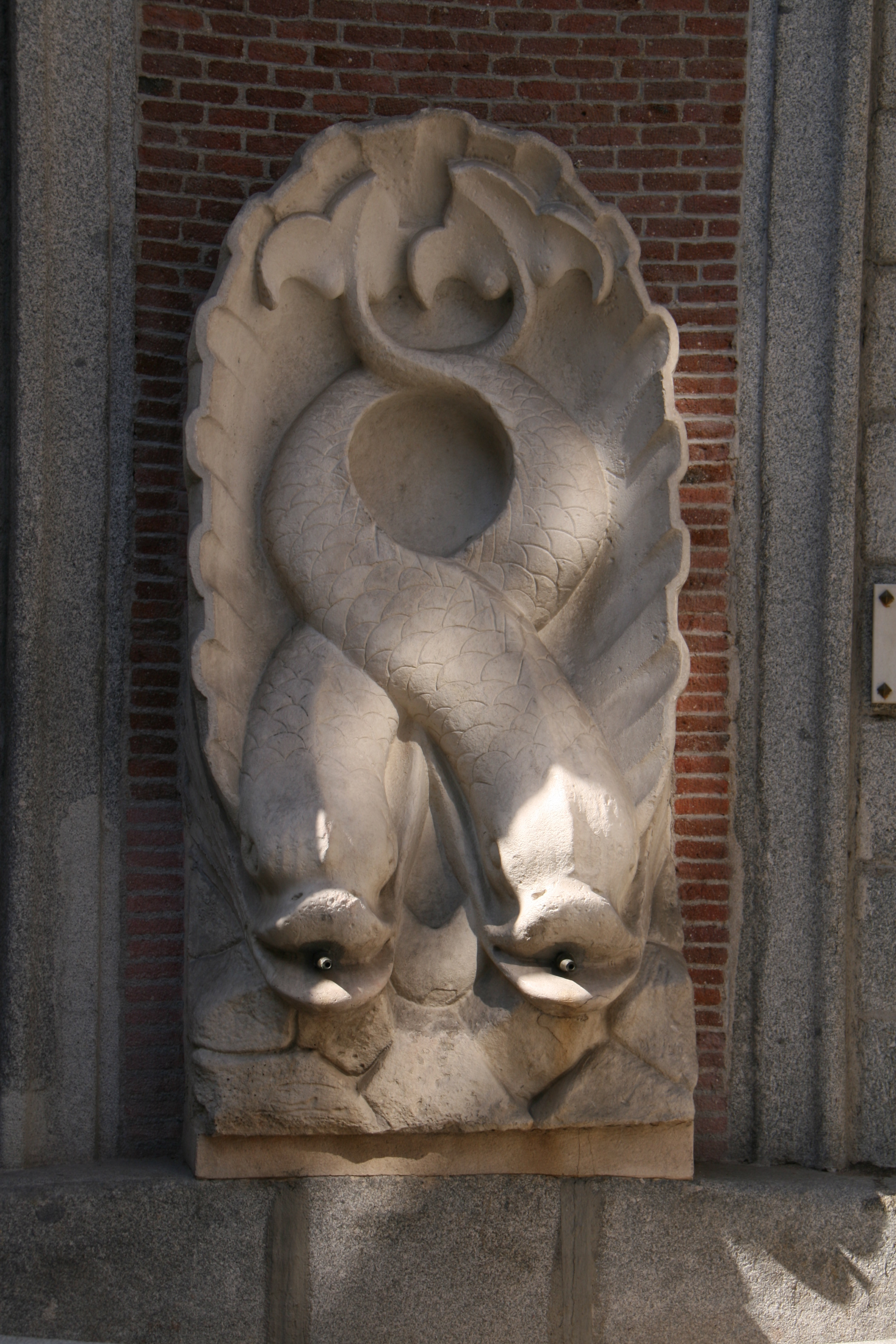
Font dels Delfines, de Ventura Rodríguez, situada en la confluència del carrer d'Hortaleza amb Santa Brígida. La formen dos dofins enllaçats, tallats en pedra. Quan els escolapis van plantejar la reforma de l'hospital, es van trobar amb el problema de l'existència de la font i l'obligació de respectar-la. El resultat va ser la forma aixamfranada d'aquesta part de l'edifici, amb un edicle que acull la font

En l'actualitat (2012), es troba culminada la seva rehabilitació tant de l'església com del col·legi per un acord entre l'Ajuntament de Madrid i el Col·legi Oficial d'Arquitectes de Madrid (COAM) pel qual se'ls cedeix l'edifici com a seu i museu del COAM durant 75 anys. En contrapartida el COAM ha rehabilitat l'edifici dotant-lo d'una sèrie de serveis municipals com una escola infantil, una escola de música, una piscina coberta, un pati central enjardinat i un centre de gent gran. L'edifici és obra de l'arquitecte Gonzalo Moure.

## Les relíquies de Sant Valentí
L'església de San Antón conserva gran part de l'esquelet del popular Valentí de Terni, patró dels enamorats, la festivitat dels quals és molt celebrada per les parelles de gran part del món. Aquestes relíquies van arribar a Espanya a la fi del segle xviii com a regal del Summe Pontífex al rei Carles IV, qui les va cedir als escolapis. Van romandre custodiades, però ocultes als fidels, fins a 1984, en què van ser dipositades en una urna de vidre d'estil rococó instal·lada en aquesta església, amb la inscripció Sant Valentí Màrtir, Ob. Patró dels Enamorats. Sant Valentí havia estat bisbe i màrtir, executat a Roma el 14 de febrer de l'any 270 per l'emperador Claudi el Gòtic.